# Калиновка (Генический район)
Калиновка (укр. Калинівка) — село в Новотроицкой поселковой общине Генического района Херсонской области Украины. В 2022 году, во время вторжения России на Украину, село было оккупировано ВС РФ.
Население по переписи 2001 года составляло 263 человека. Почтовый индекс — 75301. Телефонный код — 5548. Код КОАТУУ — 6524480202.